# 生田長江
生田 長江（いくた ちょうこう、1882年（明治15年）4月21日 - 1936年（昭和11年）1月11日）は、日本の評論家・翻訳家・劇作家・小説家。

## 経歴
父喜平治と母かつとの三男一女の末子として、鳥取県日野郡貝原村（現・日野町根雨）に生まれた。1895年（明治28年）（13歳）、地元の日野郡高等小学校を卒業し、翌年、次兄がいる大阪へ出て、1897年、桃山学院の2年生になった。
本名は弘法大師（空海）に因んだ「弘治」ながら、1898年、プロテスタント系のユニバーサリスト教会で受洗し、聖書に親しんだ。翌年上京して青山学院中学部の4年生となり、1900年、第一高等学校文科に入り、1903年、東京帝国大学文科大学哲学科へ進み、美学を専攻した。
一高時代から雑誌へ投稿し始め、大学時代の1904年には上田敏・馬場孤蝶の『藝苑』誌の同人となり、上田から「長江」の号を貰った。
1906年（明治39年）（24歳）、東大を卒業し、1907年、鳥取県の亀田藤尾と結婚して与謝野鉄幹・晶子夫妻の隣に暮らし、麹町区飯田町にあった成美英語女学校の英語教師を、1909年の閉鎖まで勤めた。
この頃の数年間、女性の文学の振興に努めた。1907年夏、一高以来の付き合いである森田草平と、成美英語女学校の経営主、九段中坂下（現・千代田区九段）のユニヴァーサリスト教会で、女性のための文学講習会『閨秀文学会』を開いた。馬場孤蝶、与謝野晶子、赤司繁太郎らが講義し、大貫かの子、青山菊栄、平塚らいてうらが聴講したが、年内に閉講した。
1909年から、ニーチェの『ツァラトゥストラ』を翻訳し、1911年年初に刊行した。その9月に創刊した平塚らいてうらの『青鞜』誌を、1913年まで後押しした。生田春月、佐藤春夫を門弟とした。
1914年（大正3年）（32歳）、初めは森田草平と共同編集で、『反響』誌を創刊した。翌年の同誌の廃刊後、ニーチェ全集の翻訳を志し、1916年から1929年までに、全10巻を出版した（訳書の項参照）。
また、1914年頃から堺利彦や大杉栄と交わり、批評の目を社会問題へも広げた。1916年、『自然主義前派の跳梁』（『新小説』1916年11月）などで、『白樺派』を論難した（武者小路実篤は『時事新報』11月5日-11月7日に「生田長江氏に戦を宣せられて一寸」を発表した）。1919年、資本論第一分冊を翻訳出版するなど、社会主義に近付いて、1923年頃から離れた。1919年に島田清次郎の『地上』を、1921年に、高群逸枝の『日月の上に』を評価したが、師弟関係は結ばなかった。
1922年（大正11年）（40歳）、『釈尊傳』創作の準備を始めた。1925年から1930年まで、鎌倉の由比ヶ浜に住んだ。ハンセン病が、容貌が崩れるまでに進んでいた。
1929年（昭和4年）（47歳）、ニーチェ全集を完結し『釈尊傳』の執筆を始め、1934年の失明にひるまず、1935年、『釈尊上巻』を刊行した。また、『新訳決定普及版　ニイチェ全集　全12巻』を1936年にかけて出版した。
1936年（昭和11年）新春、渋谷区の自宅で亡くなった。聖伝院長江棹舟居士。喜福寺（現・東京都文京区本郷5丁目）で葬儀を行い、鎌倉長谷寺の高台の墓域に、1917年に亡くなった藤尾夫人の遺骨と共に埋葬した。

## 文業
各列の → は新編再刊・復刻。

### 評論
- 『ニイチェ語録』、玄黄社（1911年）
- 『最近の小説家』（夏目漱石・森鷗外・田山花袋・島崎藤村・泉鏡花・徳田秋声・真山青果）、春陽堂 現代文芸叢書8（1912年）→ 講談社 日本現代文学全集46（1980年）に収録
- 『芸術家と芸人』（社会問題を多く扱う）、日月社 現代百科文庫 文芸思潮叢書8（1914年）
- 『文芸評論』、日本書院（1914年）
- 『最近の文芸及び思潮』（第1評論集、森田草平・島崎藤村・夏目漱石・田山花袋・正宗白鳥論と社会評論）、日月社（1915年）
- 『徹底的人道主義』（第2評論集）、聚英閣（1920年）
- 『反資本主義』、良書普及会（1921年）
- 『婦人解放よりの解放』、表現社（1921年）
- 『ブルジョアは幸福であるか』（第3評論集）、南天堂出版（1923年）→ 新学社 近代浪漫派文庫14（2006年）に一部収録
- 『超近代派宣言』（第4評論集）、至上社（1925年）→ 日本図書センター 近代文芸評論叢書2（1990年）
- 『宗教至上 - 反宗教運動への応戦及び挑戦として - 』（第5評論集）、新潮社（1932年）

没後
- 『東洋人の時代』 佐藤春夫編、道統社（1941年）

### 創作
- 『軒昂』 - 生田長江・川下喜一・森田草平著：『草雲雀』、服部書店（1907年）中の一篇
- 『円光以後』（第1脚本集）、綠葉社（1919年）
- 『環境』（原題『犯行』）（小説）、新潮社（1920年）→ 世界文庫 部落問題文芸作品選集15（1974年）
- 『落花の如く』（長編小説）、天佑社（1922年）
- 『簒奪者』（第2脚本集）、聚英閣（1922年）
- 『わが生活より（作為と真実）』前編、聚英閣（1928年）
- 『釈尊上巻』、香風閣（1935年）

### 訳書
- アンドリュー・カーネギー 『成功の福音』（栗原元吉と共訳）、内外出版協会（1903年）
- ジェームス・ボールドウィン 『読書の趣味』、内外出版協会（1907年）
- ニーチェ 『ツァラトゥストラ』、新潮社（1911年）→ 前・後篇、ゆまに書房 昭和初期世界名作翻訳全集216・217（2009年）ISBN 9784843331521/ISBN 9784843331538
  - 『文語訳 ツァラトゥストラかく語りき』、書肆心水（2008年、新装版2014年）ISBN 9784902854527
- フロオベール 『サランボオ』、博文館 近代西洋文芸叢書2（1913年）→ ゆまに書房 上記・全集5（2004年）ISBN 9784843310755
- ゲエテ 『我が生活より 第1巻所作と真実』、内田老鶴圃 近代学芸双書4（1914年）
- ガブリエエレ・ダンヌンツイオ 『死の勝利』、新潮社（1913年）→ ゆまに書房 上記・全集22（2004年）
- メリメエ 『カルメン』、青年学芸社 世界学芸エッセンスセリーズ10（1914）→ ゆまに書房 上記・全集167（2008年）
- ホオマア 『イリアッド』、青年学芸社 上記・セリーズ4（1914年）
- ゲエテ 『ファウスト 第1部』『ファウスト 第2部』、青年学芸社 上記・セリーズ1・2（1914年）
- オスカア・ワイルド 『サロオメ』、植竹書院 文明叢書2（1914年）
- トルストイ 『アンナ・カレニナ』、新潮社 西洋大著物語叢書4（1914年）
- ゲオルヂ・ブランデス 『ニイチエ 超人の哲学』、天絃堂 近代思潮叢書1（1915年）→ 大京堂書店（1921年）
- トルストイ 『我が宗教』、新潮社 トルストイ叢書1、新潮社（1916年）
- ズーデルマン 『消えぬ過去 上下』、国民文庫刊行会 泰西近代名著文庫1（1917年）→ ゆまに書房 上記・全集10・11（2004年）
- 『ニーチェ全集』 新潮社 → 「新訳 決定普及版」全12巻、日本評論社（1935年 - 1936年）
  - 第1・2編 『人間的な余りに人間的な』（1916年 - 1917年）
  - 第3編 『黎明』（1918ツァラトゥストラ）
  - 第4編 『悦ばしき知識』（1920年）
  - 第5編 『ツァラトゥストラ』（1923年）
  - 第6編 『善悪の彼岸・道徳系譜学』（1923年）
  - 第7・8編 『権力への意志』（1924年 - 1925年）
  - 第9編 『偶像の薄明・反基督・この人を見よ』（1926年）
  - 第10編 『悲劇の出生』（1929年）→ 赤坂書店（1947年）
- ツルゲネフ 『猟人日記』、新潮社（1918年）
- マルクス 『資本論第1分冊』、綠葉社（1919年）
- ホオマア 『オデッシイ』、東京堂書店 世界名著叢書1（1922年）
- ゲーテ 『わが生活より 前編』聚英閣 ゲーテ全集8（1924年）
- マクス・スティルネル 『唯一者と其所有』（高橋清と共訳）、平凡社 社会思想全集25（1929年）
- ルツソオ 『懺悔録』（大杉栄と共訳）、新潮社（1915年）→ 新潮文庫（1933年）
- ドストイエフスキー 『罪と罰』（生田春月と共訳）、成光館出版部（1927年）
- ダニエル・アレヴイ（Daniel Halévy）『ニイチェ伝』（野上巌と共訳）、新潮社（1930年）
- ダンテ 『神曲』、新潮社 世界文学全集1（1929年）→ 新潮文庫（1934年）
- デュマ・フィス 『椿姫』、新潮社 世界名作文庫5（1935年）

### 啓蒙
- 『文学入門』（夏目金之助序）、新潮社（1907年）
- 『明治時代文範』、博文館 通俗作文全書4（1907年）
- 『外国文学研究法』、新潮社（1908年）
- 『実用いろは引和英新辞典』（共著）、東華堂書店（1908年）
- 『英語独習法』、新潮社（1910年）
- 『新叙景文範』、新潮社 作文叢書5（1911年）
- 『トルストイ語録』、玄黄社（1911年）
- 『文学新語小辞典』、新潮社（1913年）
- 『近代思想十六講』（中沢臨川と共著）、新潮社（1915年）→新潮文庫（1933年）
- 『ABCより』、東京国民書院 学生文庫（1916年）
- 『我が宗教』、新潮社 トルストイ叢書1（1916年）
- 『新文学百科精講 縮刷改訂版』（共著）、新潮社（1917年）
- 『近代文芸書翰集』（市川彩と共編）、蜻蛉館書店（1917年）
- 『新文学辞典』（共編）、新潮社（1918年）
- 『論文作法』、春陽堂 文芸研究叢書1（1918年）→ 春陽堂 新文芸講話叢書3（1927年）
- 『最新社会問題十二講』（本間久雄と共著）、新潮社（1919年）→ 新潮社思想文芸講話叢書2（1924年）
- 『叙景文作法及文範』、新潮社 新文章作法文範叢書2（1920年）
- 『社会改造の八大思想家』（本間久雄と共著）、東京堂書店 思想叢書（1920年）
- 『能率増進の実際』、学芸書院 最新学芸叢書10（1920年）
- 『近代文芸十二講』（共著）、新潮社（1921年）→ 新潮文庫（1933年）
- 『近代外国文学講話』、松陽堂 文芸及思想講習叢書、（1925年）
- 『新しき詩の作法』（近松月船と共著）、資文堂書店（1927年）

没後
- 『聖典講話』、富士書店 （1941年）→ 生田長江顕彰会編（1957年）
  - 『大法輪』誌に、1935年2月から1年間掲載

### 全集ほか
- 『生田長江全集』、大東出版社（1936年）

第1巻（評論 - 文芸）/ 第4巻（評論 - 社会）/ 第6巻（評論 - 婦人・恋愛・結婚・家庭論、日本・東洋問題に関する諸論）/ 第8巻（創作 - 小説・脚本）/ 第9巻（創作 - 小説・脚本）
全12巻予定だったが、5冊刊で中断した。
- 『生田長江批評選集 超近代とは何か1 新と旧』、書肆心水（2009年）ISBN 9784902854534
- 『生田長江批評選集 超近代とは何か2 信と善』、書肆心水（2009年）ISBN 9784902854541

### 文学全集ほか
- 『島村抱月 生田長江 中沢臨川 片上伸 吉江孤雁集』、改造社 現代日本文学全集28（1930年）
- 『生田長江・阿部次郎・倉田百三集』、講談社 日本現代文学全集46（1967年）
- 『高山樗牛 島村抱月 片上伸 生田長江集』、筑摩書房 現代日本文学全集増補決定版16（1973年）ISBN 9784480100405
- 『登張竹風 生田長江』、新学社 近代浪漫派文庫14（2006年）ISBN 9784786800726

## 伝記
- 荒波力『知の巨人 評伝生田長江』白水社、2013年